# 10692 Opeil
10692 Opeil eller 1981 EK19 är en asteroid i huvudbältet som upptäcktes den 2 mars 1981 av den amerikanska astronomen Schelte J. Bus vid Siding Spring-observatoriet. Den är uppkallad efter Cyril P. Opeil SJ.
Asteroiden har en diameter på ungefär 3 kilometer.